# おっぱいバレー
『おっぱいバレー』は、水野宗徳の小説。2009年に映画化された。

## 概要
作品の舞台は静岡県引佐郡三ケ日町（現：浜名区）。
2006年11月に初版が泰文堂「リンダパブリッシャーズ」から発売され、2009年3月に「おっぱいバレー（1）」、「おっぱいバレー（2）恋のビーチバレーボール編」が発売された。
原作者の水野がラジオの構成作家をしていた時代に、番組中の電話で男子バレーボール部の顧問をしている女性教師から聞いた「優勝したら部員におっぱいを見せる」という話をモチーフに高校バレーを取材して創作された。実話を基にしてはいるが、実話をヒントに創作されたフィクションのオリジナル作品であって、ノンフィクションではない。

## 書誌情報
- 「おっぱいバレー」（2006年11月）ISBN 4803001103
- 「おっぱいバレー（1）」（2009年3月）ISBN 4803001545
- 「おっぱいバレー（2）恋のビーチバレーボール編」（2009年3月）ISBN 4803001553

## 映画
2008年に映画化が発表され、2009年4月18日に丸の内TOEI1他全国東映系にて公開された。
主演は綾瀬はるか。共演に青木崇高、仲村トオルなど。綾瀬は第52回ブルーリボン賞で主演女優賞を受賞したほか、第33回日本アカデミー賞でも優秀主演女優賞、話題賞（俳優部門）を受賞した。
時代設定は1979年に変更され、1970年代末のニューミュージックやポップスが挿入歌として多数使用された。
ロケは主に福岡県北九州市・直方市で行われた。また原作と異なり、舞台が三ケ日町ではなく北九州市に、中学校名が三ケ日中学校から北九州市立戸畑第三中学校（架空）に変更されている。舞台が北九州市に変更されたため、当時市内で運行されていた路面電車を登場させているが、当時あった西鉄北九州線がすでに廃止されているため、代わりに筑豊電気鉄道を利用し撮影を行った。
キャッチコピーは、「見せられるわけ、ないじゃん?!」。

### ストーリー
新任教師の寺嶋美香子は臨時教師として三ケ崎中学校に赴任してくる。しかし、この学校に赴任する前の学校である事件を起こし生徒からの信頼を失い、教師としての自信も失いかけていた。
新しい学校に赴任して心機一転、美香子は男子バレーボール部の顧問になる。しかし、部員はやる気がなく、バレーボールすらまともに触ったことがない部員ばかりで、女の子のことしか頭になく常にエッチな妄想にふけっていた。さらに周りからは「バカ部」呼ばわりされていた。
そんな部員達を奮起させようと美香子は「あなた達が頑張ってくれるなら先生なんでもする」と宣言。すると部員達は「試合に勝ったら先生のおっぱいを見せてください」と言い出す。美香子は最初は断るが、強引な成り行きで約束させられてしまう。
それから、部員達は今までとは打って変わって練習に励む。美香子も部員達の熱意に応え、失いかけていた自信も取り戻していくが、「おっぱいは見せたくない、でも試合に勝って生徒達に勝つ喜びを教えてあげたい」という複雑な思いを抱えていた。
やがて、試合を間近に控えた頃、「おっぱいの約束」が学校に知られて大問題となる。

### 登場人物・キャスト
寺嶋 美香子
演：綾瀬はるか、中学時代：大後寿々花
主人公。戸畑第三中学校に赴任してきた教師。担当教科は国語。中学生の頃に万引きをしたことがばれて処分をうけるが、その際に世話になった教師に勧められて自分も教師を目指す。しかし、念願の教師になったものの、以前いた学校で、生徒とした約束を破ってしまったために、生徒からの信頼を失い、教師としての自信も失いかけてしまう。そんな時に戸畑第三中学校に赴任し、まるでやる気のない男子バレー部の顧問を受け持つこととなるが、ひょんなことから「大会で一勝したらおっぱいを見せる」という約束を流されるままにしてしまう。
戸畑第三中学校男子バレー部
当初は3年生の5人だけだったが、後に1年生の城が加わって6人となる。当初はバレー部とは名ばかりで、部員はそろってやる気はなく、頭の中はエッチなことでいっぱい。当然練習もまともにやらず、日々エッチな妄想にふけってはバカなことを繰り返し、ほかの生徒からは「バカ部」などとあだ名されて軽蔑され、教師からも厄介者扱いされているダメ集団だった。しかし、美香子との間に交わした「おっぱいの約束」のために俄然張り切り、別人のように練習に励むようになる。
城 良樹
演：橘義尋
1年生。ユニフォームの番号は1。
新入部員ながらバレーボールの経験者。しかし、まるでやる気のない3年生5人に失望し、一度は退部してしまう。その後は不良達とつるむようになってしまうが、中井のバイクを転倒させてしまったために、暴力を受けることとなる。そこを平田達に救われて彼らを見直し、正式にバレー部員となる。最初に入部した時はおっぱいの約束関係なしに（知らずに）入部したが再入部した後はいつの間にかおっぱいの約束のためにバレーをがんばるようになっている。
平田 育夫
演：木村遼希
3年生。ユニフォームの番号は2。
バレー部のキャプテンで、皆のリーダー格。
江口 拓
演：恵隆一郎
3年生。ユニフォームの番号は3。
メガネを掛けた肥満児。あだ名は「江ブー」。エッチなことを考えるとすぐに鼻血を出す。卒業後は家業を継ぐことにしている。
楠木 靖男
演：高橋賢人
3年生。ユニフォームの番号は4。
杉浦 健吾
演：本庄正季
3年生。ユニフォームの番号は5。
長身で天然パーマが特徴。実家が鉄工所で、江口同様、卒業後は家業を継ぐことにしている。
岩崎 耕平
演：吉原拓弥
3年生。ユニフォームの番号は6。
堀内 健次
演：青木崇高
美香子の同僚教師。美香子の「おっぱいの約束」を最初から知っていた唯一の人物で、美香子に好意を抱いている様子。美香子の先輩のはずなのだが、当の美香子からはまるっきり先輩扱いされておらず、タメ口を聞かれたり、頭を叩かれたりしている。当初は他の教師と同様、男子バレー部に期待をしていなかったが、美香子の一生懸命さに心打たれ、協力するようになる。美香子が教師をクビになり学校を去ることになってからは男子バレー部の顧問を引き継いだようである。
城 和樹
演：仲村トオル
男子バレー部の新入部員、城良樹の父親。学生時代から実業団までバレーをやっていたが、ケガのために3年前に引退。その経験と知識を生かし、男子バレー部の特訓に協力する。
竜王中学男子バレー部コーチ
演：田口浩正
戸畑三中の相手となる強豪校でスパルタなやり方で部員を指導する鬼コーチ。
原田幸次郎
演：小林勝也
中学生時代の美香子が万引きをして、停学処分を受けた時の恩師。停学期間中に補習授業を受けることになった美香子に、毎日“忘れ物”の本を持ってきて読書感想文を書かせる。美香子は本に落書きをして適当にやり過ごすが、『道程』の感想文が市のコンクールで金賞を取る。美香子に国語の教師になることを勧めた。
原田の妻
演：市毛良枝
「おっぱいの約束」が問題となって教職をクビになり、自信を再び失ってしまった美香子を立ち直らせるきっかけを作った。
戸畑第三中学校の教頭
演：光石研
美香子に男子バレー部の顧問を依頼した。
中井
演：石田卓也
平田達バレー部の先輩ですでに卒業をしている。在学中は後輩部員に無理難題を押し付ける暴君であった。城が自分のバイクを転倒させたのを切っ掛けに平田達とケンカになるもあっさり返り討ちにする。しかし、後におっぱいの約束を知り、理由はどうあれ頑張っている姿を見て平田達を認めるようになる。
樋口
演：福士誠治
美香子の元カレ。別れてからも美香子との関係は良好であり、美香子とヨリを戻したい様子。
草間 理恵
演：小島藤子
平田達の同級生で女子バレー部員。他の生徒と同様、男子バレー部を軽蔑している。平田とは幼馴染で、幼稚園の頃に一緒に風呂に入ったことがあり、そのことは今となっては触れられたくない&消したい過去である。
その他の出演者
演：三木敏彦、野田晋市、森下じんせい、福井未菜、斎藤リナ、原田実歩、衛藤直子、中西彩加、山元美佳、田原葵、山本真紀、深野加奈子、児嶋悠菜、宇野良佑、坂井悠起、山下真帆

### スタッフ
- 原作：水野宗徳
- 監督：羽住英一郎
- 脚本：岡田惠和
- 脚本協力：西田征史
- 音楽：佐藤直紀
- バレーボール指導：大林素子
- 撮影：西村博光（J.S.C）
- 照明：三善章誉
- 録音：柳屋文彦
- 美術：北谷岳之
- 編集：松尾浩
- 音響効果：大河原将
- foley artist：中村佳央
- タイトルロゴデザイン：小川紗知
- ファイティングコーディネーター：佐々木修平
- 製作：堀越徹、阿部秀司、堀義貴、千葉龍平、上木則安、遠藤茂行、西垣慎一郎、平井文宏
- エグゼクティブプロデューサー：奥田誠治、堀健一郎
- Coエグゼクティブプロデューサー：菅沼直樹
- プロデュース：堀部徹（ROBOT）
- プロデューサー：藤村直人、明石直弓
- Coプロデューサー：穀田正仁
- 企画協力：江上雅彦
- 制作プロダクション：ROBOT
- 配給：ワーナー・ブラザース映画、東映（共同配給）
- 製作 - 「おっぱいバレー」製作委員会（日本テレビ放送網、エイベックス・エンタテインメント、ROBOT、ワーナー・ブラザース映画、東映、ホリプロ、読売テレビ、バップ / 札幌テレビ放送、ミヤギテレビ、静岡第一テレビ、中京テレビ放送、広島テレビ放送、福岡放送）

### 主題歌・挿入歌
- 主題歌：Caocao（持田香織・田島貴男）「個人授業」（avex trax）
- 挿入歌・曲

ピンクレディー「渚のシンドバッド」
チューリップ「夢中さ君に」
荒井由実「ルージュの伝言」
矢沢永吉「ウィスキー・コーク」
浜田省吾「風を感じて」
甲斐バンド「HERO（ヒーローになる時、それは今）」
尾崎亜美「オリビアを聴きながら inst.」
荒井由実「卒業写真 inst.」
ツイスト「燃えろいい女」
永井龍雲「道標ない旅」
キャンディーズ「微笑がえし」

### ソフト化
2009年10月21日発売。BDとDVDでのリリース。発売元はエイベックス・エンタテインメント、発売・販売元はバップ。
- おっぱいバレー（2枚組）
  - ディスク1：本編ディスク
    - 音声特典
      - オーディオコメンタリー “OPV 爆笑!!裏トーク”（綾瀬はるか×プロデューサー：堀部徹&明石直弓×監督：羽住英一郎）

  - ディスク2：特典DVD
    - メイキング・オブ・『おっぱいバレー』（戸畑第三中学校・時間割メニュー仕様）
    - ロールナンバー集（カチンコ映像）
    - 完成披露試写会
    - 北九州キャンペーン
    - 劇場公開初日舞台挨拶
    - 公開初日 日テレ特番「おっぱいバレー 泣いて笑って胸いっぱいスペシャル!!」DVD EDITION
    - 戸畑三中・男子バレー部 禁断のオーディション映像!!
    - 特報・劇場予告編・TVスポット集
    - Caocao「個人授業」ミュージックビデオ（映画コラボversion）

  - 封入特典
    - ブックレット
    - 「おっぱいバレー」北九州ロケ地マップ

  - 特製アウターケース付き
  - デジパック仕様（DVD版のみ）

## 参照
1. ↑  作家のレシピ 第1回　おっぱいバレー　水野宗徳 ラプライズ
2. ↑  編集を担当したリンダパブリッシャーズ公式サイト内の「リンダブックス「おっぱいバレー」 Archived 2009年2月23日, at the Wayback Machine.」の編集部注より。リンク切れ。Internet Archiveにキャッシュあり。
3. ↑  「2009年 日本映画・外国映画 業界総決算 経営/製作/配給/興行のすべて」『キネマ旬報』2010年（平成22年）2月下旬号、キネマ旬報社、2010年、173頁。
4. ↑  
“アニメ映画『ONE PIECE FILM RED』が『第46回日本アカデミー賞 話題賞』の作品部門を受賞！　声優・田中真弓さん＆名塚佳織さんのコメントも公開”. アニメイトタイムズ.   アニメイト (2023年3月11日). 2025年4月17日閲覧。
5. ↑  当初は三ヶ日町でのロケも検討したが、1970年代の雰囲気を醸成できる景色とは言えなかったこともあって断念、次に候補に挙がった北九州市を視察した監督が、時代の雰囲気に合う（地元の後押しも加え）として、北九州市での撮影をほぼ即決したとされている。
6. ↑  当時は西鉄北九州線に乗り入れていたため路面電車と同じ規格だが、現在は専用線のみで運行され路面電車ではなく、また中学校が存在する設定となっている戸畑区を現在は走っていない（八幡西区、中間市、直方市のみ）ため、駅前のシーンは八幡西区の萩原駅などで撮影された。